# Sandafell (kulle i Island, Västfjordarna)
Sandafell är en kulle i republiken Island. Den ligger i regionen Västfjordarna, 210 km norr om huvudstaden Reykjavík. Toppen på Sandafell är 360 meter över havet, eller 320 meter över den omgivande terrängen. Bredden vid basen är 3,3 km.
Trakten runt Sandafell är nära nog obefolkad, med mindre än två invånare per kvadratkilometer. Närmaste större samhälle är Þingeyri, nära Sandafell.